# Monestier-d'Ambel
Monestier-d'Ambel este o comună în departamentul Isère din sud-estul Franței. În 2009 avea o populație de 7.754 de locuitori.

## Evoluția populației
| An        | 1975  | 1982  | 1990  | 1999  | 2006  | 2009  |
| --------- | ----- | ----- | ----- | ----- | ----- | ----- |
| Populație | 5.106 | 6.313 | 7.133 | 7.495 | 7.860 | 7.754 |